# Niclas Sahlgren

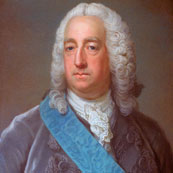
Niclas Sahlgren.

Niclas Sahlgren, född 18 mars 1701 i Göteborg, död den 10 mars 1776, var en svensk affärsman och direktör för Svenska Ostindiska Companiet i Göteborg 1733–1768.

## Biografi
Niclas Sahlgren var son till Nils Pehrsson Sahlgren och Sara Herwegh. Han gifte sig första gången 1745 med Anna Margareta Wittmack (1723–1746), dotter till grosshandlaren Claes Wittmack (och styvdotter till friherre Didrik Henning Meijendorff von Yxkull). Hon dog redan året efter i barnsäng. Sahlgren gifte om sig 1747 med Katarina Kristna Grubb († 1772). Barn i första giftet var Anna Margareta "Greta", född 1745, död 10 mars 1767 och gift 30 december 1764 med August Alströmer (1735–1773), och i det andra Sara Catharina Sahlgren (1748–1818), gift med kanslirådet Claes Alströmer bägge av adelsätten Alströmer.
År 1729 startade han Sahlgrenska sockerbruket, och 1733 blev han direktör först för Vestindiska kompaniet till 1768 och sedan för Ostindiska kompaniet från mitten av 1730-talet till 1768. Han blev kommendör av Vasaorden vid dess första ordenskapitel 1772.
Vid sin död efterlämnade han 4 159 498 daler silvermynt, enligt det år 1772 upprättade testamentet. Donationen från Niclas Sahlgren var på 12 procent av den boupptecknade förmögenheten, varav 150 000 daler lade grunden för Sahlgrenska sjukhuset i Göteborg år 1772. Han donerade dessutom 150 000 daler till Kungliga Vetenskapsakademien i Stockholm, samt 300 000 daler till ett barnhus där ytterligare 300 000 daler gick till inköpet av det nära Alingsås belägna säteriet Östad, där Östads barnhus byggdes upp.
Niclas Sahlgren ägde två stenhus i Göteborg, det ena var hus nummer 54 av femte roten (nuvarande Norra Hamngatan 6 - Thamska huset) och det andra vid Lilla Torget där senare det Wijkska huset uppfördes. Sahlgren ägde också Gåsevadholms slott i Kungsbacka år 1754 och ägde det till sin död 1776.
Sahlgren, som fått kommerseråds namn, erbjöds sedermera att bli adlad, men tackade nej med motiveringen: "Hellre den förste i sitt stånd än den siste i ett annat". Han invaldes 1773 som ledamot nummer 201 av Kungliga Vetenskapsakademien, och 1776 invaldes han i Kungliga Vetenskaps- och Vitterhetssamhället i Göteborg.
Niclas Sahlgren har fått Sahlgrensgatan i centrala Göteborg uppkallad efter sig, men även den numera rivna (1905) Sahlgrensbron över dåvarande Västra Hamnkanalen. Innan dess kallades bron Reparebansbron.
På hans kista i Tölö kyrka står det skrivet: "Odödlig genom medborgerlig frikostighet".